# Rock for the Rising Sun
A Rock for the Rising Sun az amerikai Aerosmith együttes 2013-ban megjelent koncertfilmje, amelyet az Eagle Rock Entertainment kiadó adott ki DVD és Blu-ray formátumokban. A felvételek a 2011-es Back On the Road Tour japán koncertjein készültek, több városban adott fellépést megörökítve. Az előadásokra az országot érintő pusztító földrengés és cunami után került sor, a felvételek pedig időrendben dokumentálják a turnét. A különböző dalok előadásai között szerepel a zenekar. miközben utazik az országban, valamint a rajongókkal való kölcsönhatást, találkozásokat is szemügyre lehet venni. A "Rock for the Rising Sun" az 1. helyre került a Billboard Top Music Videos chart listáján. 2013 októberében különféle mozikban is látni lehetett a filmet.

## Számlista
1. Draw the Line (Tokyo Dome, Tokió, Japán – 2011. november 28.)
2. Love in an Elevator (Ishikawa Sports Center, Kanazava, Japán – 2011. november 22.)
3. Livin' on the Edge (Tokyo Dome, Tokió, Japán – 2011. november 28.)
4. Hangman Jury (Hiroshima Green Arena, Hirosima, Japán – 2011. november 25.)
5. No More No More (Hiroshima Green Arena, Hirosima, Japán – 2011. november 25.)
6. Mama Kin (Hiroshima Green Arena, Hirosima, JapÁn – 2011. november 25.)
7. Monkey on My Back (Tokyo Dome, Tokió, Japán – 2011. november 28.)
8. Toys in the Attic (Tokyo Dome, Tokió, Japán – 2011. november 30.)
9. Listen to the Thunder (Ishikawa Sports Center, Kanazava, Japán – 2011. november 22.)
10. Sweet Emotion (Tokyo Dome, Tokió, Japán – 2011. november 30.)
11. Boogie Man (Marine Messe Fukuoka, Fukuoka, Japán – 2011. december 2.)
12. Rats in the Cellar (Osaka Dome, Oszaka, Japán – 2011. december 6.)
13. Movin' Out (Osaka Dome, Oszaka, Japán – 2011. december 6.)
14. Last Child (Aichi Prefectural Gymnasium, Nagoja, Japán – 2011. december 8.)
15. S.O.S. (Too Bad) (Sapporo Dome, Szapporo, Japán – 2011. december 10.)
16. Walk This Way (Tokyo Dome, Tokió, Japán – 2011. november  30.)
17. Train Kept A-Rollin' (Tokyo Dome, Tokió, Japán – 2011. november 30.) (vágott verzió)

### Bónusz Dalok
1. Lick and a Promise (Hiroshima Green Arena, Hirosima, Japán – 2011. november 25.)
2. One Way Street (Marine Messe Fukuoka, Fukuoka, Japán – 2011. december 2.)

### Bónusz Dalok (Japán kiadás)
1. Lick and a Promise (Hiroshima Green Arena, Hirosima, Japán – 2011. november 25.)
2. One Way Street (Marine Messe Fukuoka, Fukuoka, Japán – 2011. december 2.)
3. Lord of the Thighs (Hiroshima Green Arena, Hirosima, Japán – 2011. november 25.)
4. Train Kept A-Rollin' (Tokyo Dome, Tokió, Japán – 2011. november 30.) (teljes verzió)

## Közreműködők
- Steven Tyler – ének, szájharmonika
- Tom Hamilton – basszusgitár
- Joey Kramer – dob
- Joe Perry – gitár
- Brad Whitford – gitár